# Drakjakten
Drakjakten (orig. Dragonquest), ISBN 91-7898-219-7, är en fantasyroman av Anne McCaffrey. Den är nummer två i hennes trilogi om Dragonriders of Pern och utspelar sig sju år efter slutet på Drakryttarna.
Boken var nominerad till Hugopriset som bästa roman 1972.